# Matias Kupiainen
Matias Kupiainen, född 11 maj 1983 i Helsingfors, Nyland, är en finländsk gitarrist och musikproducent. Sedan 2008 är han leadgitarrist i power metal-bandet Stratovarius.
Kupiainen har studerat vid Sibeliusakademin och Pop & Jazz Konservatoriet i Helsingfors. Som studiotekniker har han producerat och mixat album av bland andra Apocalyptica, Battle Beast och Turisas, utöver sitt eget band. Som gitarrist är han är influerad av bland andra Michael Romeo från Symphony X och Yngwie Malmsteen.

## Diskografi (Stratovarius)

### Studioalbum
- Polaris (2009)
- Elysium (2011)
- Nemesis (2013)
- Eternal (2015)
- Survive (2022)

### EP
- Darkest Hours (2010)
- Unbreakable (2013)
- Heroes (2024)
- Demand (2024)
- Abandon (2024)

### Singlar
- "Deep Unknown" (2009)
- "Halcyon Days" (2013)
- "Unbreakable" (2018)
- "Survive" (2022)
- "World on Fire" (2022)
- "Firefly" (2022)
- "Frozen in Time" (2022)